# Gare de Rountzenheim
Gare de Rountzenheim vasútállomás Franciaországban, Rountzenheim településen.

## Vasútvonalak
Az állomást az alábbi vasútvonalak érintik:
- Strasbourg-Lauterbourg-vasútvonal

## Kapcsolódó állomások
A vasútállomáshoz az alábbi állomások vannak a legközelebb:
- Gare de Rœschwoog
- Gare de Sessenheim